# The Hard Easy
Pour plus de détails, voir Fiche technique et Distribution.
The Hard Easy est un film américain réalisé en 2005 par Ari Ryan.

## Synopsis
Roger, un boursicoteur sans éthique et malchanceux, diplômé de Princeton, accepte de braquer une bijouterie afin de couvrir les pertes qu'il a engendré et qui pourraient le mener droit en prison. Paul, un flambeur, va faire la même démarche afin de payer ses dettes de jeu.
Chacun réunit une de bande de voleurs de bijoux qui convergent vers le même but au même moment, et un travail qui s'annonçait simple va s'avérer très compliqué et très sanglant.

## Fiche technique
- Titre : The Hard Easy
- Réalisation : Ari Ryan
- Scénario : Jon Lindstrom et Tom Schanley
- Musique : Keith Power
- Photographie : Robert Morris
- Montage : Monica Anderson et Gary Trentham
- Production : Scott M. Gold et Daniel Levin
- Société de production : Blue Star Pictures, Platform Entertainment et Twin Pines Entertainment
- Pays :  États-Unis
- Genre : Action, drame et thriller
- Durée : 105 minutes
- Dates de sortie : 
  -  Hongrie : 4 novembre 2006 (télévision)
  -  États-Unis : 22 mai 2007

## Distribution
- Henry Thomas : Paul Weston
- David Boreanaz : Roger Hargitay
- Vera Farmiga : Dr. Charlie Brooks
- Bruce Dern : Gene
- Peter Weller : Ed Koster
- Nick Lachey : Jason Burns
- Elimu Nelson : Stephen McKinley
- Gary Busey : Vinnie
- Rae Allen : Freddie
- Emily Bergl : Natalie
- Joe Bucaro III : Bennie
- Jacob Chambers : Todd